# Festuca yunnanensis
Festuca yunnanensis là một loài thực vật có hoa trong họ Hòa thảo. Loài này được St.-Yves mô tả khoa học đầu tiên năm 1928.